# Jean-André Deluc
Jean-André Deluc (8 tháng 2 năm 1727 – 7 tháng 11 năm 1817) là nhà địa chất học và khí tượng học người Thụy Sĩ.
Ông được sinh ra ở Geneva là hậu duệ của một gia đình di cư từ Lucca và đã định cư ở Geneva từ thế kỷ 15. Cha của ông là François Deluc, tác giả của một số ấn phẩm phản bác về Mandeville và các nhà văn chủ nghĩa duy lý, là các tác phẩm nổi tiếng từ các câu chuyện hài của Rousseau bao gồm sự chán nản của ông khi đọc chúng; ông đã tạo một môi trường giáo dục tốt cho con trai ông đặc biệt về toán học và khoa học tự nhiên. Jean-André đã tham gia vào thương mại chủ yếu trong 46 năm đầu trong cuộc đời mình, mà không có sự gián đoạn nào khác hơn là các chuyến thương mại tới các nước láng giềng, và các cuộc hành trình khoa học đến dãy An pơ.
Trong suốt thời gian này, ông đã cùng với anh trai Guillaume Antoine Deluc thu thập và lập một bảo tàng khoáng vật và lịch sử tự nhiên tổng quát. Sau đó có thêm sự đóng góp của cháu ông J. André Deluc (1763-1847), là người cũng viết về địa chất. Cũng trong thời gian đó ông cũng dành thời gian nghiên cứu các sự kiện chính trị nổi bật. Năm 1768, ông được chuyển công tác đến đại sứ quán ở Paris. Năm 1770, ông được bầu chọn vào hội đồng 200 thành viên (Council of Two Hundred).